# Terranuova Bracciolini
Terranuova Bracciolini és un municipi situat al territori de la província d'Arezzo, a la regió de la Toscana (Itàlia).
Limita amb els municipis de Castelfranco Piandiscò, Castiglion Fibocchi, Laterina, Loro Ciuffenna, Montevarchi, Pergine Valdarno i San Giovanni Valdarno.
Pertanyen al municipi les frazioni de Campogialli, Castiglione Ubertini, Cicogna, Malva, Montalto, Montemarciano, Penna, Persignano, Piantravigne, Tasso, Traiana, Treggiaia, Ville i Ville Madrigale.

## Galeria fotogràfica

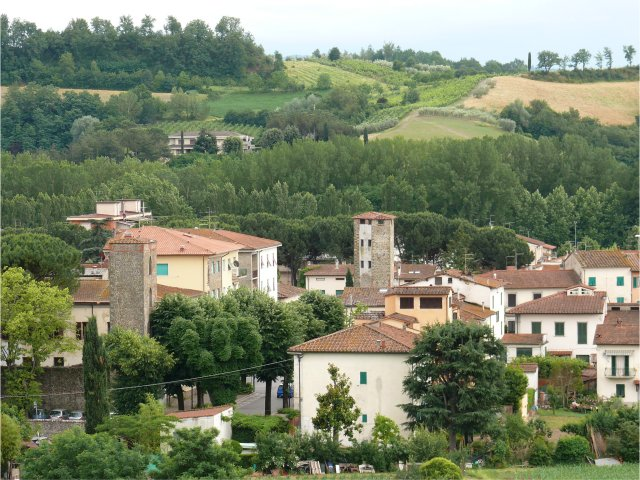
Vista del poble
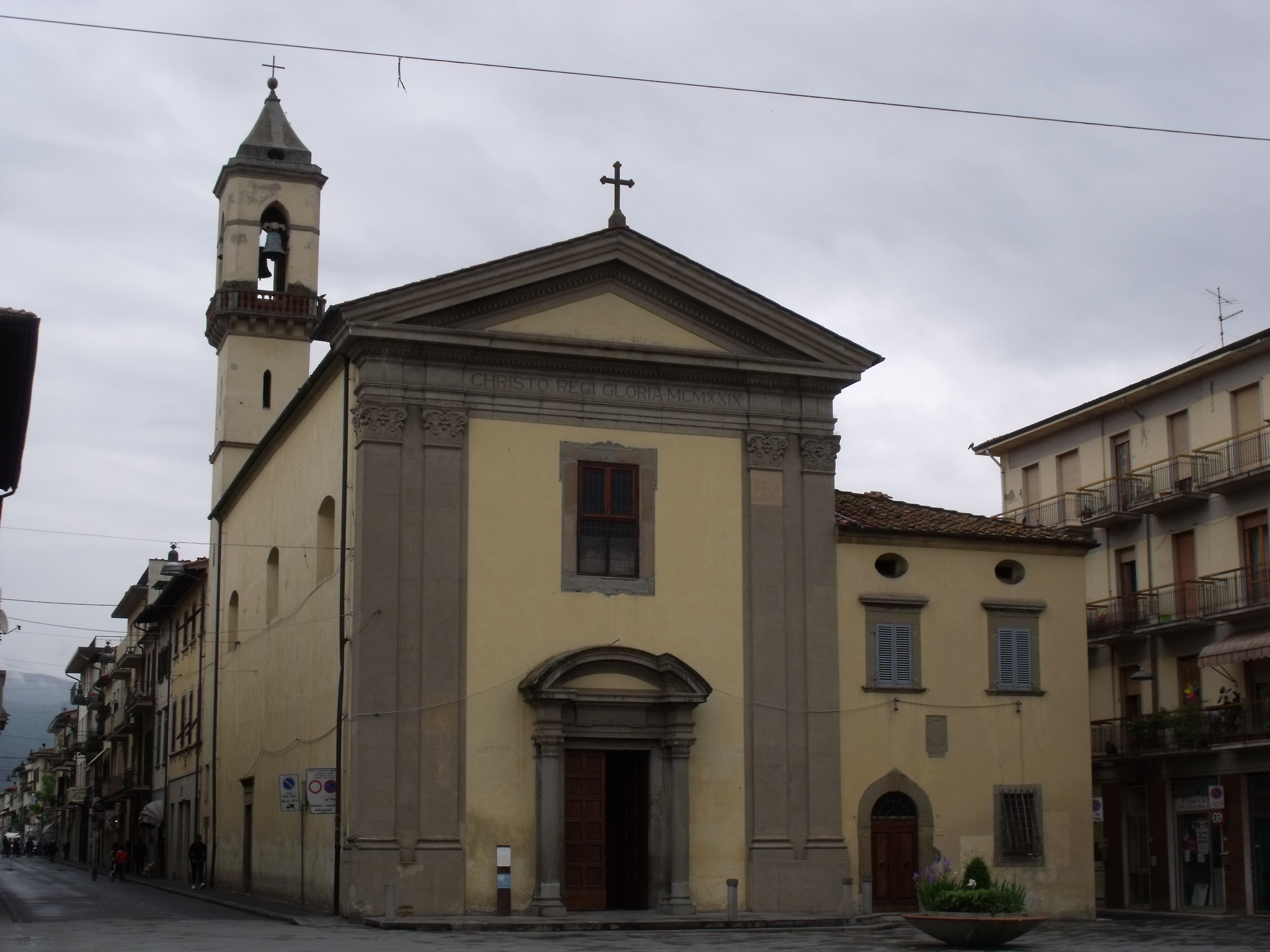
Església de Sta. Maria